# Кондо, Ёсифуми
Ёсифуми Кондо (яп. 近藤 喜文 Кондо: Ёсифуми, 31 марта 1950 года, Госэн, префектура Ниигата — 21 января 1998 года, Токио) — японский аниматор, работавший на Studio Ghibli. Он работал в качестве ключевого аниматора аниме-фильмов Akage no Anne, «Великий детектив Холмс», «Ведьмина служба доставки», «Только вчера» и «Принцесса Мононокэ».
Ёсифуми был талантливым аниматором, отметившимся во многих проектах. В частности, образ девочки из аниме «Могила светлячков» был разработан им. В фильме «Принцесса Мононокэ» Ёсифуми был главным аниматором. Как режиссёр, Кондо снял единственный мультфильм — «Шёпот сердца», по сценарию Хаяо Миядзаки, на основе картин художника-импрессиониста Наохисы Иноуэ.

## Биография
Ёсифуми Кондо родился 31 марта 1950 года в префектуре Ниигата. После окончания школы поступил в дизайнерский колледж в Токио. В качестве аниматора он дебютировал, работая над сериалом Kyojin no Hoshi, а уже над следующим проектом, Lupin III, он трудился совместно с Хаяо Миядзаки и Исао Такахатой. В 1977 году он устроился на студию Nippon Animation, где в качестве режиссёра-аниматора работал над проектами Akage no Anne и «Конан — мальчик из будущего». В 1980 году он перешёл в компанию Telecom Animation Film, где в качестве дизайнера персонажей работал над аниме «Великий детектив Холмс». В 1985 году он уволился из Telecom, а после работы над фильмом «Могила светлячков» (1988) стал сотрудником Studio Ghibli. В 1995 году он режиссировал полнометражный анимационный фильм «Шёпот сердца», сценарий к которому был написан Миядзаки. Последней работой Кондо стал фильм «Принцесса Мононокэ». В январе 1998 года Кондо умер от аневризмы.